# Harvard University Press

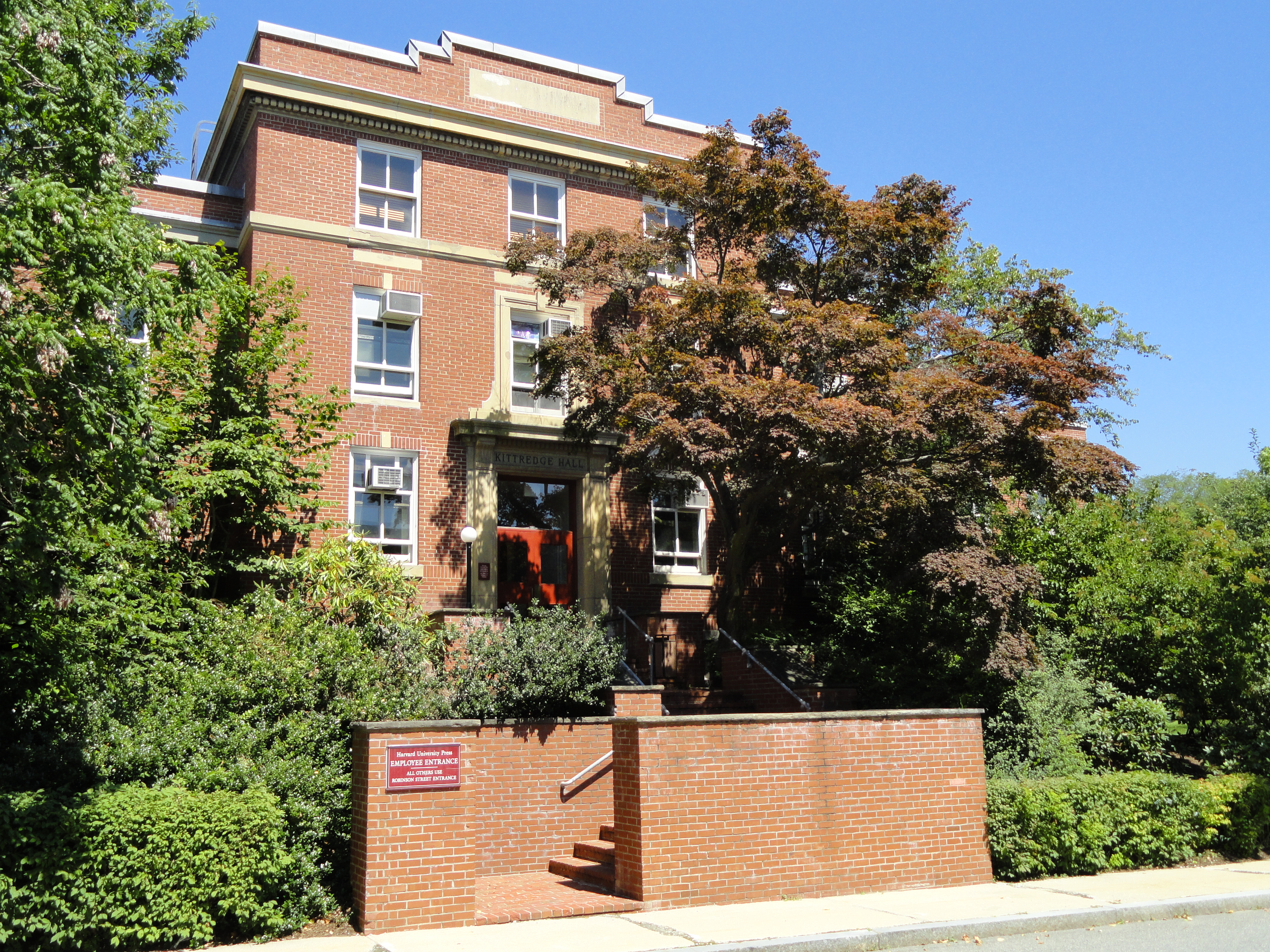
Kittredge Hall, siedziba Harvard University Press

Harvard University Press (HUP) – wydawnictwo powstałe 13 stycznia 1913 jako jednostka organizacyjna Uniwersytetu Harvarda, publikujące przede wszystkim prace naukowe. W 2005 opublikowało 220 nowych tytułów. Jest członkiem organizacji American University Presses skupiającej podobne wydawnictwa uniwersyteckie na terenie USA. Do 2017 kierował nim William P. Sisler, po jego odejściu na emeryturę na stanowisku dyrektora zastąpił go George Andreu. Redaktor naczelną jest Susan Wallace Boehmer.
HUP posiada biura w Cambridge w stanie Massachusetts, a także w Nowym Jorku i w Londynie.
Wśród autorów związanych umowami z Harvard University Press byli m.in.: Eudora Welty, Walter Benjamin, E. O. Wilson, John Rawls, Emily Dickinson, Stephen Jay Gould, Helen Vendler, Carol Gilligan, Amartya Sen, David Blight, Martha Nussbaum i Thomas Piketty.
Do 17 czerwca 2017 przy Harvard Square znajdowała się księgarnia wydawnictwa, jednak została ona zamknięta.

## Historia
Dzieje wydawnictw powiązanych z Harvardem sięgają końca lat 30. XVII wieku, kiedy protestancki duchowny Josse Glover wyruszył w drogę z Anglii do Massachusetts wraz z rodziną oraz prasą drukarską. Wprawdzie zmarł po drodze, jednak jego żona Elizabeth przekazała prasę swojemu drugiemu mężowi, Henry’emu Dunsterowi, który został pierwszym prezesem Harvard College. Drukarnię uruchomiono ok. 1640 roku, jedną z pierwszych książek wydrukowanych na maszynach drukarskich sprowadzonych z Anglii był psałterz The Whole Book of Psalmes Faithfully Translated into English Metre (1640). Po śmierci Elizabeth w 1643, Dunster przeniósł prasę drukarską na teren przyszłej uczelni, gdzie dom drukarski działał do 1692.
W 1802 uczelnia powróciła do działalności wydawniczej na własne potrzeby, jednak utworzone wtedy wydawnictwo sprzedano prywatnemu właścicielowi w 1827. Po raz trzeci pomysł prowadzenia uczelnianej działalności wydawniczej pojawił się w 1872. Początkowo powstała drukarnia, a w 1892 utworzono także własne wydawnictwo. To ostatnie w 1913 przekształcono w – istniejące do dzisiaj – Harvard University Press.

## Powiązane wydawnictwa, imprinty, serie wydawnicze
Poza własną nazwą, HUP posiada również kilka innych marek wydawniczych. Od maja 1954 prowadzi m.in. Belknap Press, wydawcę Harvard Guide to American History. Belknap jest również wydawcą serii wydawniczej John Harvard Library.
Harvard University Press prowadzi również dystrybucję klasycznej serii Loeb Classical Library, wydaje także I Tatti Renaissance Library, Dumbarton Oaks Medieval Library oraz Murty Classical Library of India.
Mimo podobieństwa nazw, HUP nie ma związku z należącą do Harvard Business Publishing oficyną Harvard Business Press, ani też z niezależnym wydawnictwem Harvard Common Press.

## Wyróżnienia
Wydana w 2011 książka Listed: Dispatches from America’s Endangered Species Act autorstwa Joe Romana została nagrodzona Rachel Carson Environment Book Award za 2012 rok, przyznawaną przez Stowarzyszenie Dziennikarzy Ekologicznych (Society of Environmental Journalists).

## Profil polityczny
Przeprowadzone w 2011 badanie książek opublikowanych przez Harvard University Press w okresie 2000–2010 wykazało, że spośród 494 pozycji dotyczących politologii i polityki, „osiem miało wyraźne skrzywienie liberalne lub konserwatywne”.